# Juków
Juków – wieś sołecka w Polsce położona w województwie łódzkim, w powiecie kutnowskim, w gminie Łanięta.
W latach 1975–1998 miejscowość administracyjnie należała do województwa płockiego.

## Zabytki
Według rejestru zabytków Narodowego Instytutu Dziedzictwa na listę zabytków wpisane są obiekty:
- zespół dworski, 2 poł. XIX w., XX w., nr rej.: 536 z 9.09.1980:
  - dwór
  - park